# Oratorium (gebedshuis)

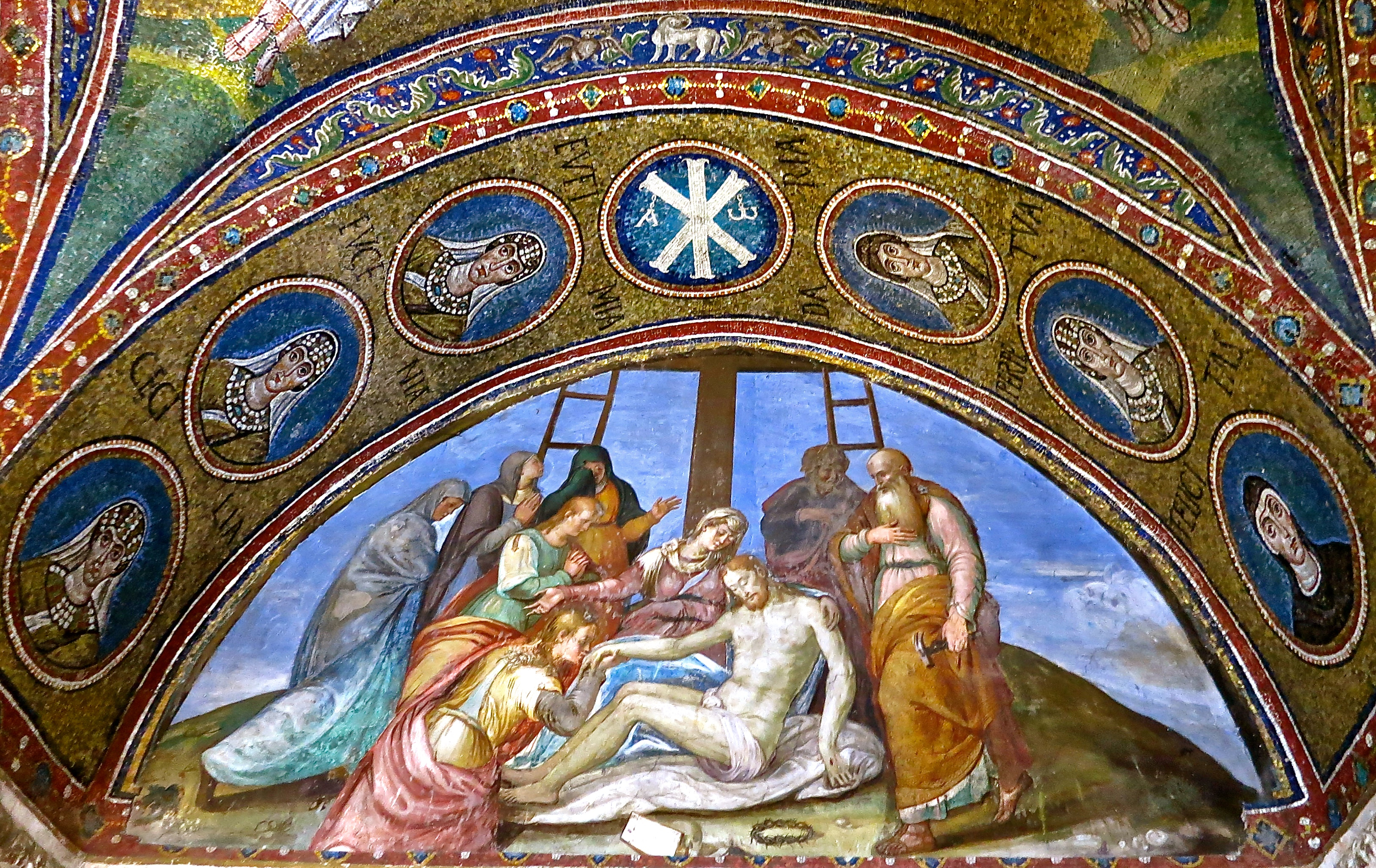
Muurschildering en mozaïeken in de Aartsbisschoppelijke kapel in Ravenna, Italië

Een oratorium is in de Rooms-Katholieke Kerk een bidkapel, een gebouw voor gebed en meestal ook misbediening zonder dat het een parochiekerk is. Oratorium betekent gebedsruimte, naar het Latijnse orare, bidden.  
Oratoria lijken hun oorsprong te hebben in kapellen die werden gebouwd bij graftombes van martelaren zodat de gelovigen konden bidden op de plek waar de martelaren waren vermoord. In de zesde eeuw gebruikte de heilige Benedictus van Nursia in zijn Regel van Benedictus het woord oratorium voor de bidplaats van het klooster. Behalve bij kloosters werden (semi-)privé oratoria ook gebouwd bij of in bisschopspaleizen, privéscholen, kastelen, enz. Ook in en aan kerken werden voor voorname en adellijke personen privé bidkapellen gebouwd. Deze oratoria hadden vaak een opening aan de zijde van de kerk zodat ze tevens functioneerden als loge tijdens de mis. 
De Codex Iuris Canonici, het wetboek van de Rooms-Katholieke Kerk, definieert oratorium sinds 1983 als volgt: "Onder kapel (Lat. oratorium) wordt verstaan een plaats die, ten behoeve van een of andere gemeenschap of groep van gelovigen die er samenkomt, met verlof van de Ordinaris tot de goddelijke eredienst bestemd is, en waar ook andere gelovigen met toestemming van de bevoegde Overste toegang hebben" (canon 1223).
Het oudste bewaard gebleven oratorium is de rond het jaar 500 gebouwde Aartsbisschoppelijke kapel in Ravenna, Italië.
De muziekstukken die oratoria worden genoemd, verwijzen met hun naam naar de bidkapel (Italiaans: oratorio) waar de congregatie van de Oratorianen voor hun bijeenkomsten van gebed en ontmoeting deze nieuwe muziekvorm ontwikkelden.

## Afbeeldingen

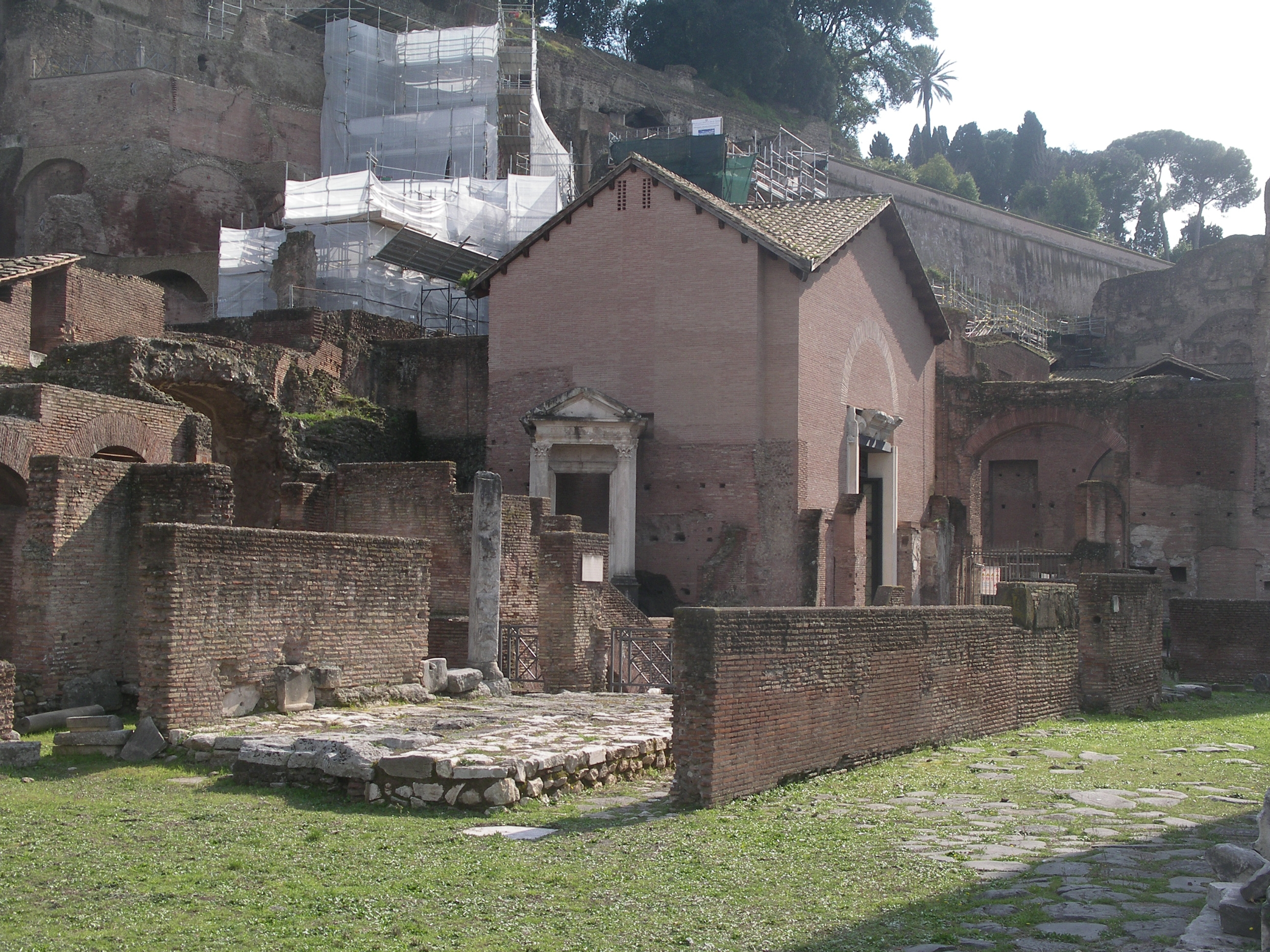
Oratorio dei Quaranta Martiri, gewijd aan 40 martelaren (6e eeuw), Forum Romanum, Rome
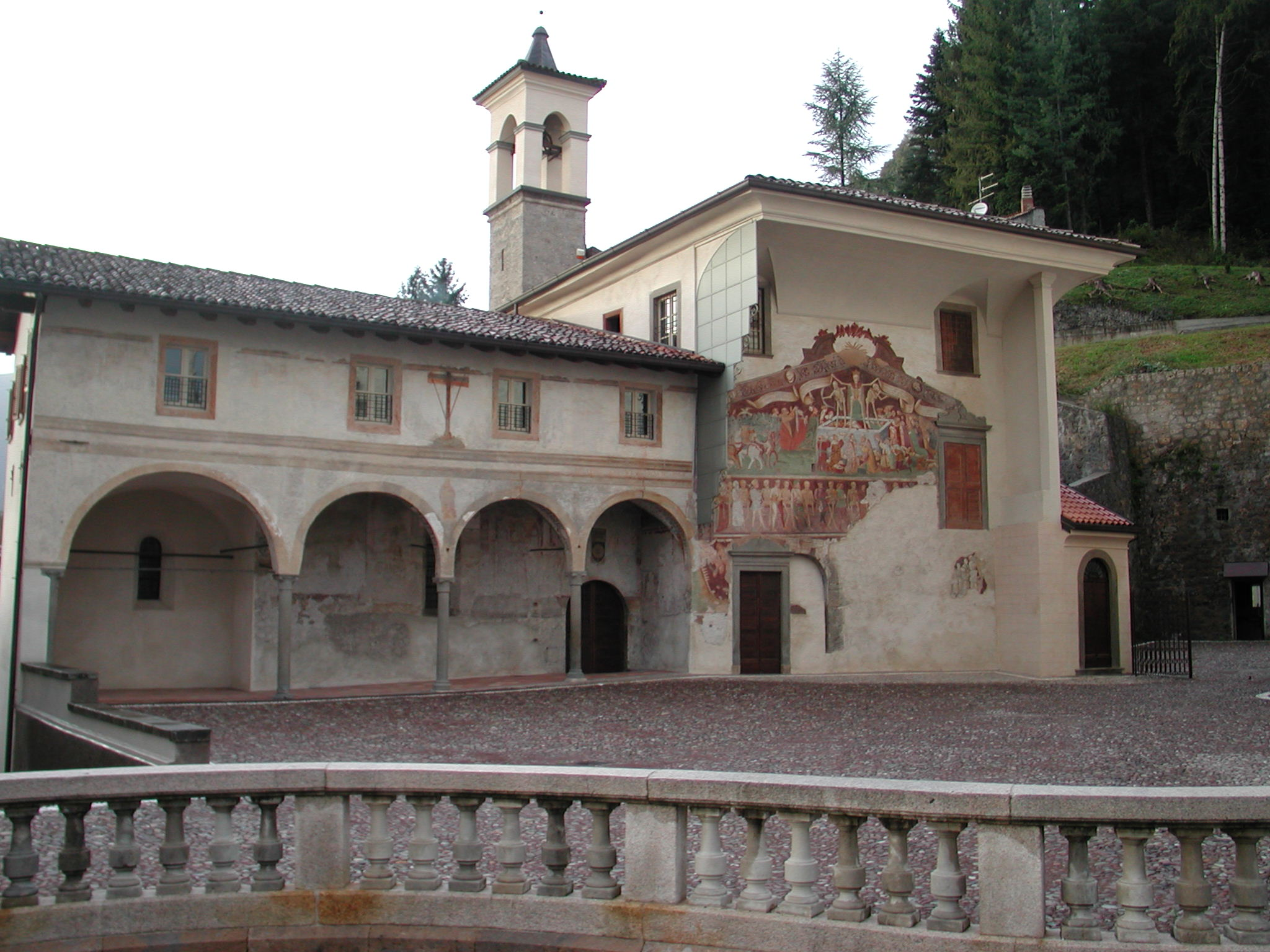
Oratorio dei Disciplini (14e eeuw), Clusone, Italië
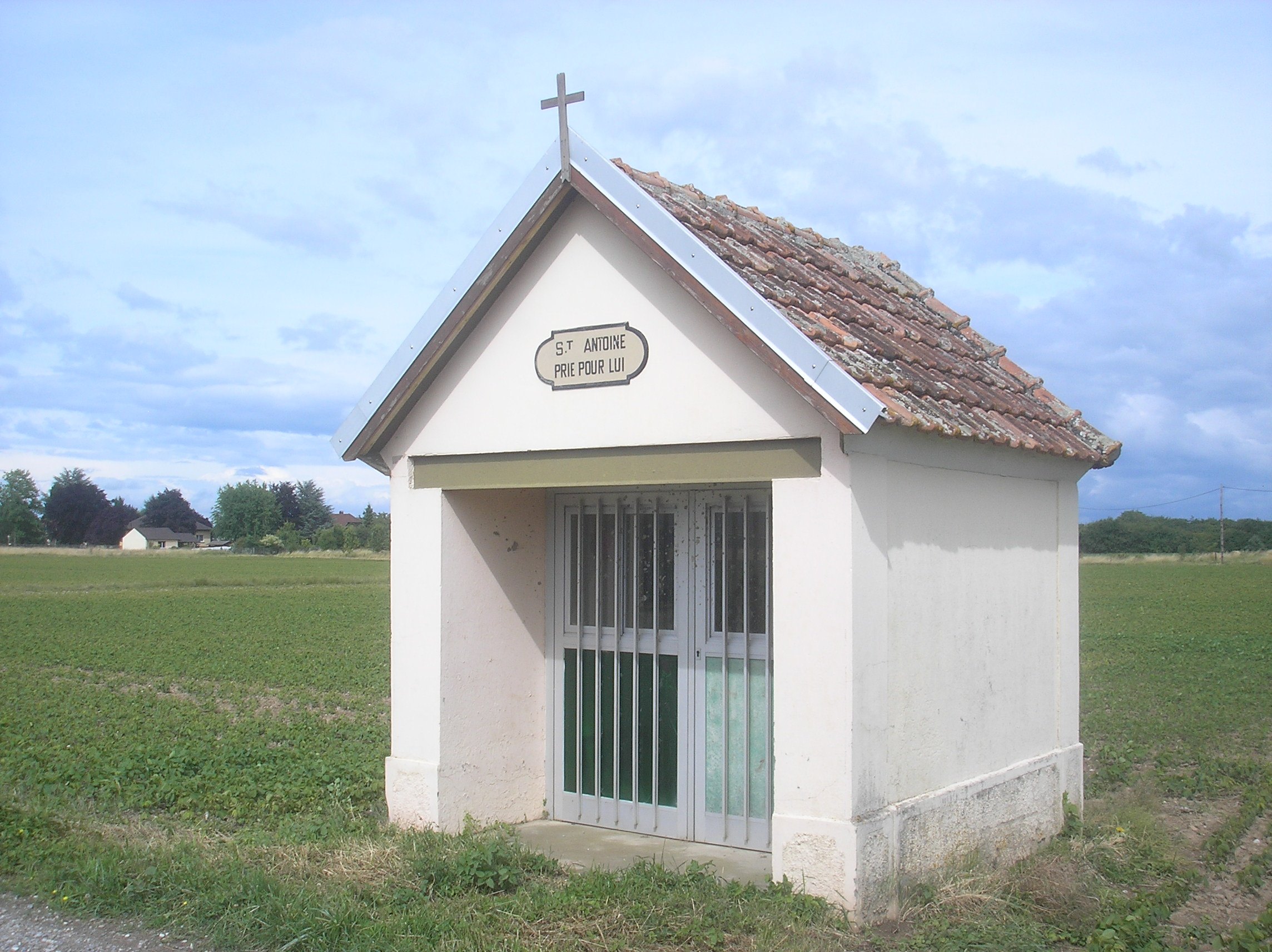
Oratoire 'le Vieux Moulin', gewijd aan Sint Antonius, Meyenheim, Frankrijk
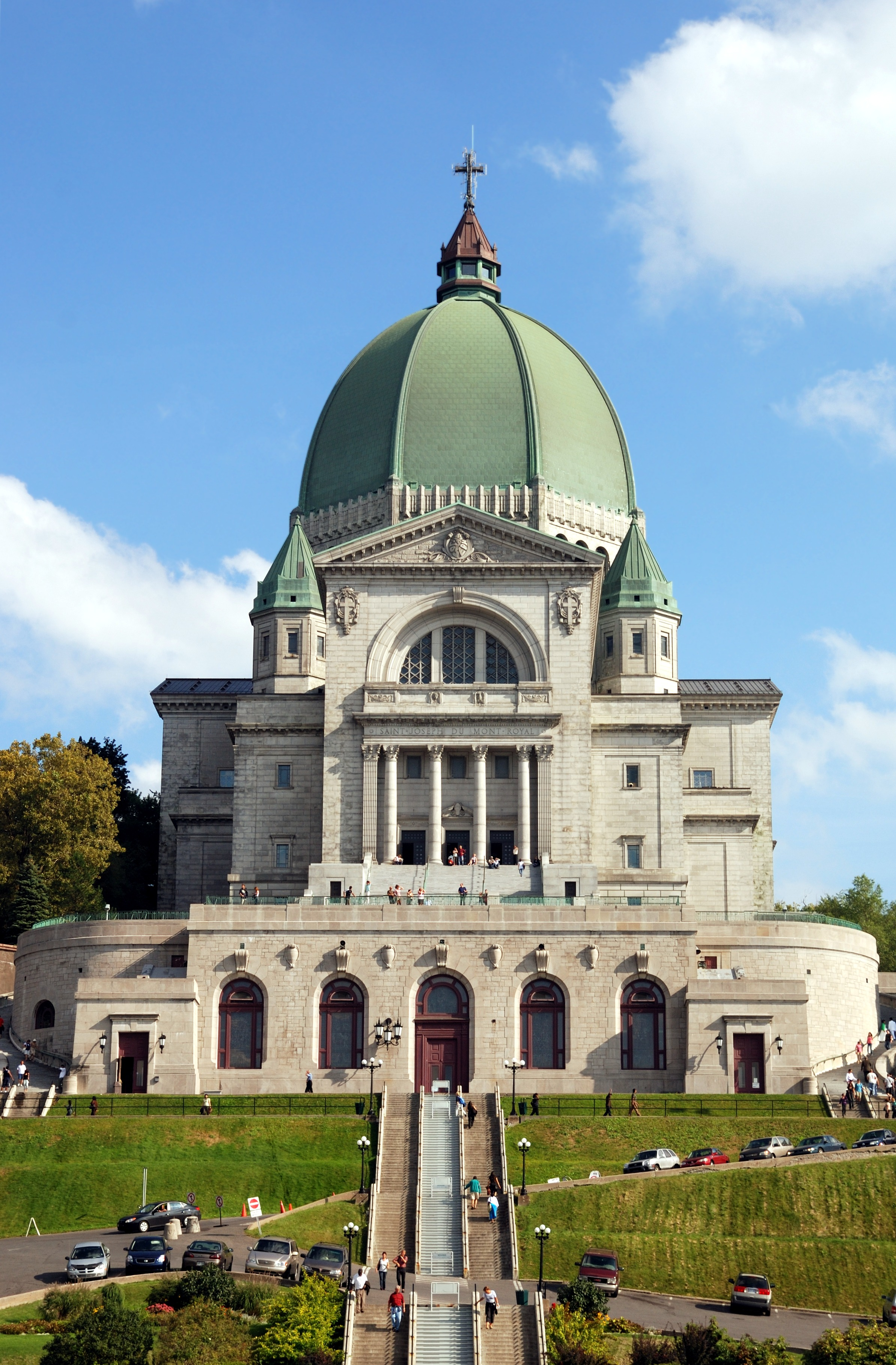
Oratorium van de Heilige Jozef (Montréal) (1917-1967)
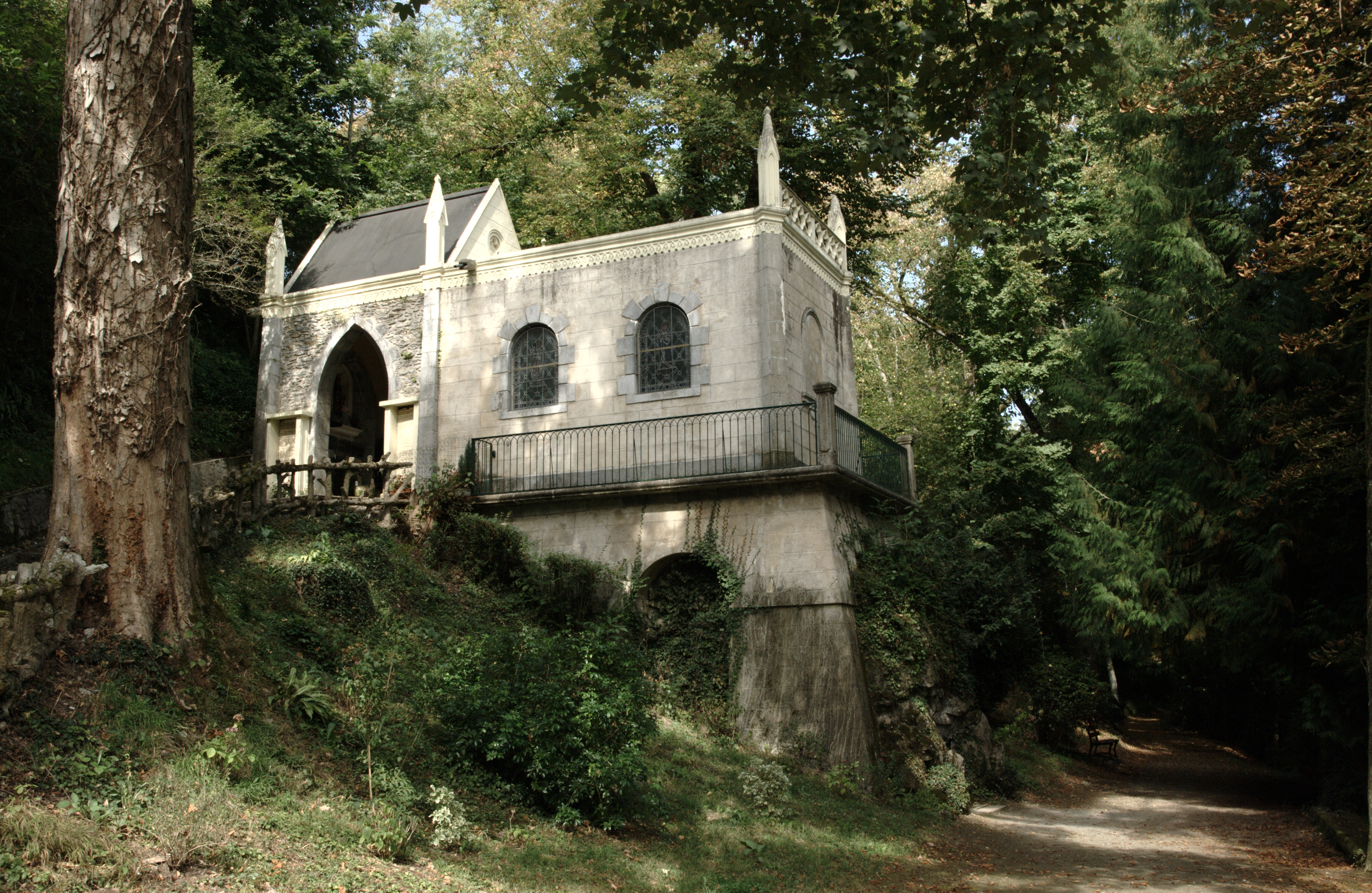
Oratorium van de Heilige Céneré, Saulges, Frankrijk